# Pro Libertate
 (février 2019).
Pro Libertate est une association suisse conservatrice et anticommuniste fondée en 1956 lors de l'insurrection de Budapest.

## Description
Elle est présidée par Thomas Fuchs.

## Historique
Elle a beaucoup critiqué la Commission Bergier au nom de la génération du service actif.

## Publications
Pro Libertate publie le bimensuel Pro Libertate Mitteilungen (en allemand).

## Membres connus
- Andrea Geissbühler[1]
- Erich Hess[4]